# Ørtug
Ørtug er en ældre nordisk regnemønt svarende til 1/24 mark eller 1/3 øre. Den prægedes fra 1300-tallet, men kun i det svenske område. Der er under danske konger udmøntet Ørtug i Stockholm, Vesterås samt i Åbo.
Vikingerne anvendte også ørtugen som måling af værdi, lige som de større enheder øre og mark, som heller ikke blev møntet på det tidspunkt. Kun penningen var møntet i hele Skandinavien.
Ørtug er også det officielle navn på valutaen i kunstneren Lars Vilks' land Ladonien.

## Ekstern henvisning
- Ørtug Arkiveret 8. oktober 2006 hos  Wayback Machine